# Zsidó Színház (Kolozsvár)

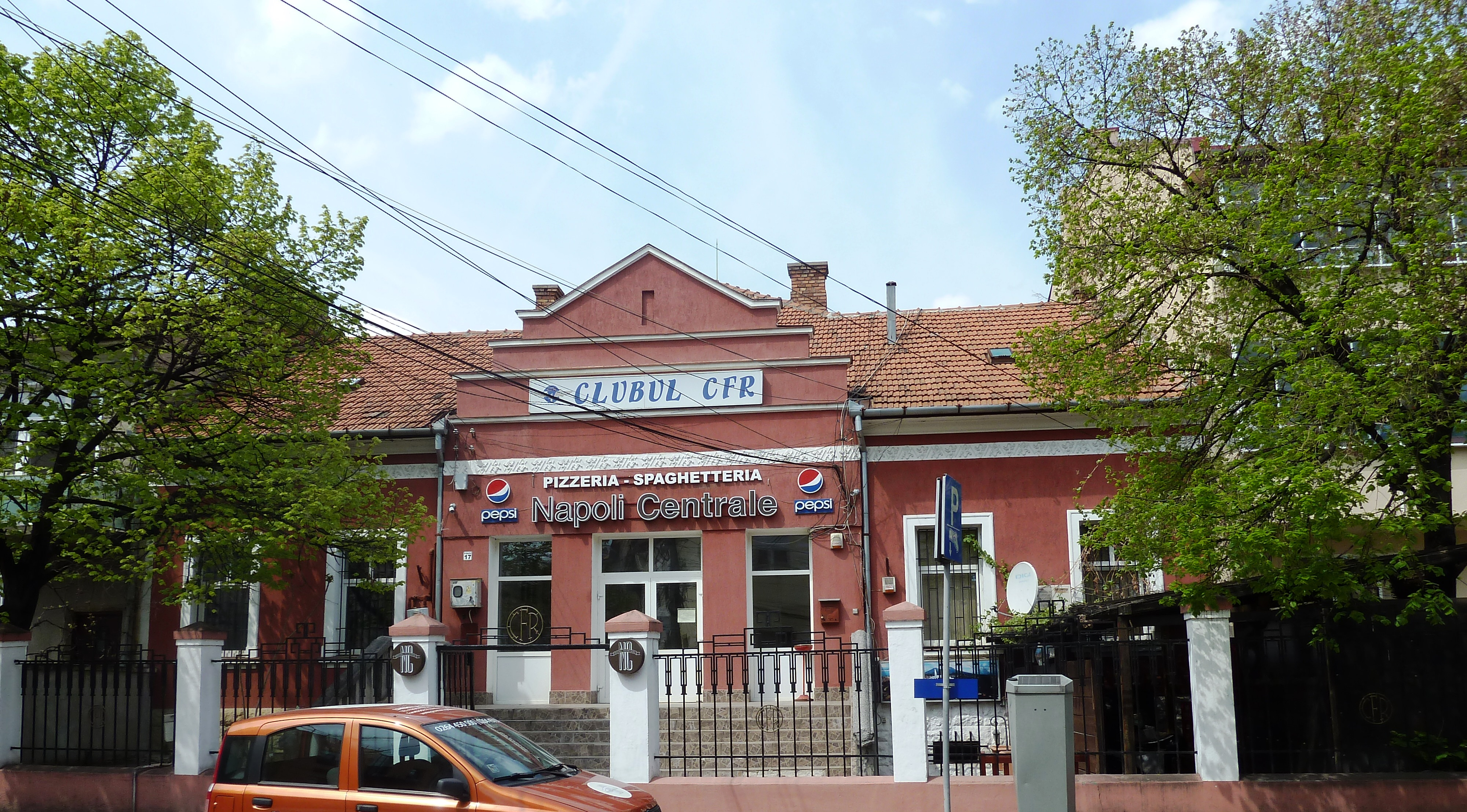
A színház épülete 2015-ben

A Kolozsvári Zsidó Színház, eredetileg Concordia Zsidó Színház a második zsidótörvény következtében a magyar színházból kitiltott színészek társulata volt 1941. február – 1944. május között. Előadásaikat kedden és szombaton tartották az Építőmunkás Otthonban (utóbb Vasmunkás klub), a mai Dobrogeanu-Gherea utca 17. szám alatt. A tagok gyakran változtak a munkaszolgálatos behívások miatt.

## Története
Az 1939. évi IV. törvénycikk (közkeletű nevén a második zsidótörvény) szerint „zsidó nem lehet színház igazgatója, művészeti titkára, vagy bármely névvel megjelölt olyan alkalmazottja, aki a színház szellemi vagy művészeti irányát megszabja.” A második bécsi döntést követően ennek hatálya Észak-Erdélyre is kiterjedt, így a kolozsvári nemzeti színháznak el kellett bocsátania zsidó színészeit.
Az állás nélkül maradt színészek 1941. februárban önálló társulatot hoztak létre Hagibbor művészegyüttes, Concordia művészakció, majd Kolozsvári Zsidó Színház néven, melynek vezetője Forgách Sándor, majd Fekete Mihály lett. Az ország egész területéről befogadtak színészeket. A marosvásárhelyi magyar színháznak három zsidó tagja volt: Sugár Jenő táncos-komikus, Woyticzki Elvira szubrett-primadonna és Szabadkai Miklós buffókomikus. A bevonuló magyar csapatok parancsnoka azonnali hatállyal letiltotta szereplésüket, ezért mindhárman Kolozsvárra mentek. Budapestről csatlakozott a társulathoz Arányi Júlia, Könyves Ibolya és Füredi (Friedmann) József. Utolsóként érkezett Kovács György, az erdélyi színészet elismert alakja, akit Kemény János  az 1940-1941. idény végéig a Nemzeti Színház kötelékében tudott tartani. A társulatban műkedvelők is játszottak. A színház Kemény János közbenjárására kapott működési engedélyt. Kemény anyagilag is gondoskodott a színház működéséről: azon kívül, hogy az általa igazgatott kolozsvári Nemzeti Színházból díszletekkel, jelmezekkel és kellékekkel látta el őket, az Erdélyi Banktól kapott osztalékát néhány színész között osztatta ki.
A színház műsorát cenzúrázták, plakátok nyomtatását nem engedélyezték. Ennek ellenére rendszeresen tartottak bemutatókat, az előadásokat szóban hirdették. A színészeknek minden hétfőn kiosztották árban a fizetésüknek megfelelő értékű színházjegyeket, amelyeket maguk kellett eladjanak a hétvégén tartott 2-3 előadásra.
A gettó létesítését követően a társulat legtöbb tagját Auschwitzba deportálták.

## Hivatásos színészei
Arányi Júlia, Beck Rózsi, Darvas Anna, Darvas Dezső, F. Bárdi Teréz, Fekete Mihály, Felszeghy Mária, Forgách Sándor, Füredi József, Gróf László, Hevesi Miklós, Katz Lili, Kovács György, Könyves Kocsis Ibolya, Németi István, Németi Rella (Zobel Rella), Rózsa Szidi, Salgó Endre, Sándor Andor, Simon György, Simon László, Sugár Jenő, Szabadkai Margit, Szabadkai Miklós, Székely Sándor, Váradi Aladár, Wojticzky Elvira.

## Előadásai
- Oszip Dimov: Szomorúságának énekese - 1941. február 13.
- Johann Henning Berger: Özönvíz
- Molnár Ferenc: Az ördög
- Friedrich Hebbel: Judit
- Zágon István: Marika
- Bródy Sándor: Lyon Lea
- Katona József: Bánk bán
- Stefan Zweig: Jeremiás
- Bús Fekete László: János
- Márai Sándor: Kaland
- Lengyel Menyhért: Tájfun
- László Miklós: Illatszertár
- Henri Bernstein: A tolvaj
- Henrik Ibsen: Kísértetek
- Molnár Ferenc: Marsall, Ibolya, Előjáték a Lear királyhoz (három egyfelvonásos)
- Vaszary János: Angyalt vettem feleségül (vígjáték)
- Lengyel Menyhért: Antónia
- Szántó Armand – Szécsen Mihály: Gyertyafény (vígjáték)
- Lestyán Sándor: Potyautas (vígjáték)
- Bókay János: A rossz asszony (vígjáték)
- Bús Fekete László: A hálás kis nő (operett)
- Bús Fekete László: A nóta vége (operett)
- Szép Ernő: Május
- Török Rezső: Huszárcsók
- Bónyi Adorján: Egy kis senki
- Szilágyi László – Márkus Alfréd: Nem leszek hálátlan (operett) - 1944. február 23.
- Gellért Lajos – Weingréb István: Timosa - 1944. március 7.